# Thief II: The Metal Age
Thief II: The Metal Age – gra komputerowa z gatunku skradanek wyprodukowana przez Looking Glass Studios i wydana przez Eidos Interactive w 2000 roku. Gra jest kontynuacją wydanego w 1998 roku Thief: The Dark Project.

## Fabuła
Fabuła snuje się tym razem wokół nagłego zainteresowania mieszkańców miasta osobą sławnego i znacznie wzbogaconego po intensywnej działalności zawodowego złodzieja Garretta, który po silnym wzmocnieniu patroli i zainicjowaniu akcji pościgowej przez nowego szeryfa Gormana Truarta musi wyjaśnić dziwne okoliczności oraz zjawiska jak wzmożone patrole, znikający żebracy. Dodatkowo w tle pojawia się tajemnicza postać niejakiego Karrasa – przywódcy nowo-powstałej grupy noszącej nazwę Mechaniści.

## Zmiany w stosunku do poprzedniej części
Druga część serii została znacznie ulepszona względem poprzedniej. Zmiany zaszły głównie w oprawie graficznej. Zwiększona została rozdzielczość i głębia koloru, wprowadzono też rzadko występujące wtedy w grach dynamiczne oświetlenie, które zainicjowało stworzenie strzał wodnych gaszących świece i wytwarzających dodatkowe cienie ułatwiające skradanie się. Miasto objęła wszechobecna, realistyczna mgła. Dodano miksturę niewidzialności oraz nieco poprawiono algorytmy sztucznej inteligencji - strażnicy potrafią baczniej zwracać uwagę na poczynania gracza.